# Дронго лірохвостий
Дронго лірохвостий (Dicrurus hottentottus) — вид горобцеподібних птахів родини дронгових (Dicruridae).

## Поширення
Вид поширений в Південній та Південно-Східній Азії від Західних Гатів в Індії та Пенджабу в Пакистані до Китаю на півночі та Сулавесі на півдні. Мешкає у різноманітних лісових середовищах, але уникає густих тропічних лісів.

## Опис
Птах завдовжки 24—32 см, вагою до 86 г. Це птах з міцною і стрункою зовнішністю, великою округлою головою, конусоподібним і міцним дзьобом, короткими ногами, довгими крилами і довгим хвостом з роздвоєним кінцем, кінчики якого розходяться, вигинаючись назовні в дистальній половині. Оперення глянцево-чорне з відтінками синьо-зеленого або мідного кольору. Дзьоб і ноги чорнуватого кольору. Очі можуть бути червонувато-коричневими (у континентальних популяцій), темно-карими (у філіппінських) або білими (в індонезійських).

## Спосіб життя
Трапляється парами або поодинці. Харчується комахами, їхніми личинками та іншими безхребетними, які перебувають на землі, в польоті або серед гілок та листя дерев та кущів. Також поїдає дрібних хребетних, зерно, ягоди, нектар. Моногамний птах. Сезон розмноження триває з лютого по липень, популяції півдня ареалу починають розмножуватися на кілька тижнів раніше, ніж північні. Невелике чашоподібне гніздо серед гілок дерев будують обидва партнери. У кладці 2—4 яєць. Насиджують також обидва батьки по черзі. Інкубація триває три тижні. Пташенята залишають гніздо приблизно через 20 днів після народження, але самостійними стають через місяць.

## Підвиди
Таксон налічує 15 підвидів:
- Dicrurus hottentottus brevirostris (Cabanis, 1851) — поширений у Центральному та Південно-Східному Китаї, Північній Бірмі, Таїланді та Лаосі, Тонкіні та Ассамі, зимує у центрально-південному Індокитаї та Тенасерімі;
- Dicrurus hottentottus hottentottus (Linnaeus, 1766) — номінальний підвид, поширений у північно-західній частині ареалу від Індії до Південного Китаю, а також у Бірмі, Таїланді та Південному Індокитаї;
- Dicrurus hottentottus faberi Hoogerwerf, 1962 — ендемік Панаїтану та островів бухти Джакарти;
- Dicrurus hottentottus jenticki (Vorderman, 1893) — поширений на Яві, Балі і на островах Яванського моря (Мадура, Масалембу і Кангеанські острови);
- Dicrurus hottentottus borneensis (Sharpe, 1879) — ендемік Борнео;
- Dicrurus hottentottus palawanensis Tweeddale, 1878 — поширений на філіппінських островах Палаван, Бусуанга, Куліон, Балабак і Мапун;
- Dicrurus hottentottus samarensis Vaurie, 1947 — поширений на філіппінських островах Самар, Біліран, Лейте, Калікоан, Панаон, Бохол;
- Dicrurus hottentottus striatus Tweeddale, 1877 — поширений на Мінданао та Басілані;
- Dicrurus hottentottus cuyensis (McGregor, 1903) — поширений на островах Куйо і Калуя;
- Dicrurus hottentottus suluensis Hartert 1902 — ендемік островів Сулу і Дераван;
- Dicrurus hottentottus guillemardi (Salvadori, 1890) — ендемік острова Обіра;
- Dicrurus hottentottus banggaiensis Vaurie, 1952 — ендемік острова Банггай;
- Dicrurus hottentottus pectoralis Wallace, 1863 — ендемік островів Сула;
- Dicrurus hottentottus leucops Wallace, 1865 — поширений у Сулавесі та на довколишніх менших островах, а також на Матасірі.